# Rebecca Shoichet
Rebecca Shoichet (ur. 16 lutego 1975) – kanadyjska aktorka głosowa i wokalistka.
Jest oryginalnym głosem Twilight Sparkle (śpiew) w serialu My Little Pony: Friendship Is Magic.

## Filmografia (wybór)
- Fantastyczna Czwórka – She-Hulk
- Astonishing X-Men – Abigail Brand
- Littlest Pet Shop: Nasz własny świat – Udder Chaos, Ferocious Fran, Scapper #4, Wisteria, Stage Manager Spaniel, Frankie Puffer, Lola Sandloach, Bebe LaPoodle
- My Little Pony: Przyjaźń to magia – Twilight Sparkle (śpiew), Night Glider, Sugar Belle
- My Little Pony: Equestria Girls: Igrzyska Przyjaźni – Twilight Sparkle (śpiew), Sunset Shimmer
- My Little Pony: Pony Life – Twilight Sparkle (śpiew)[2]